# Signáculo

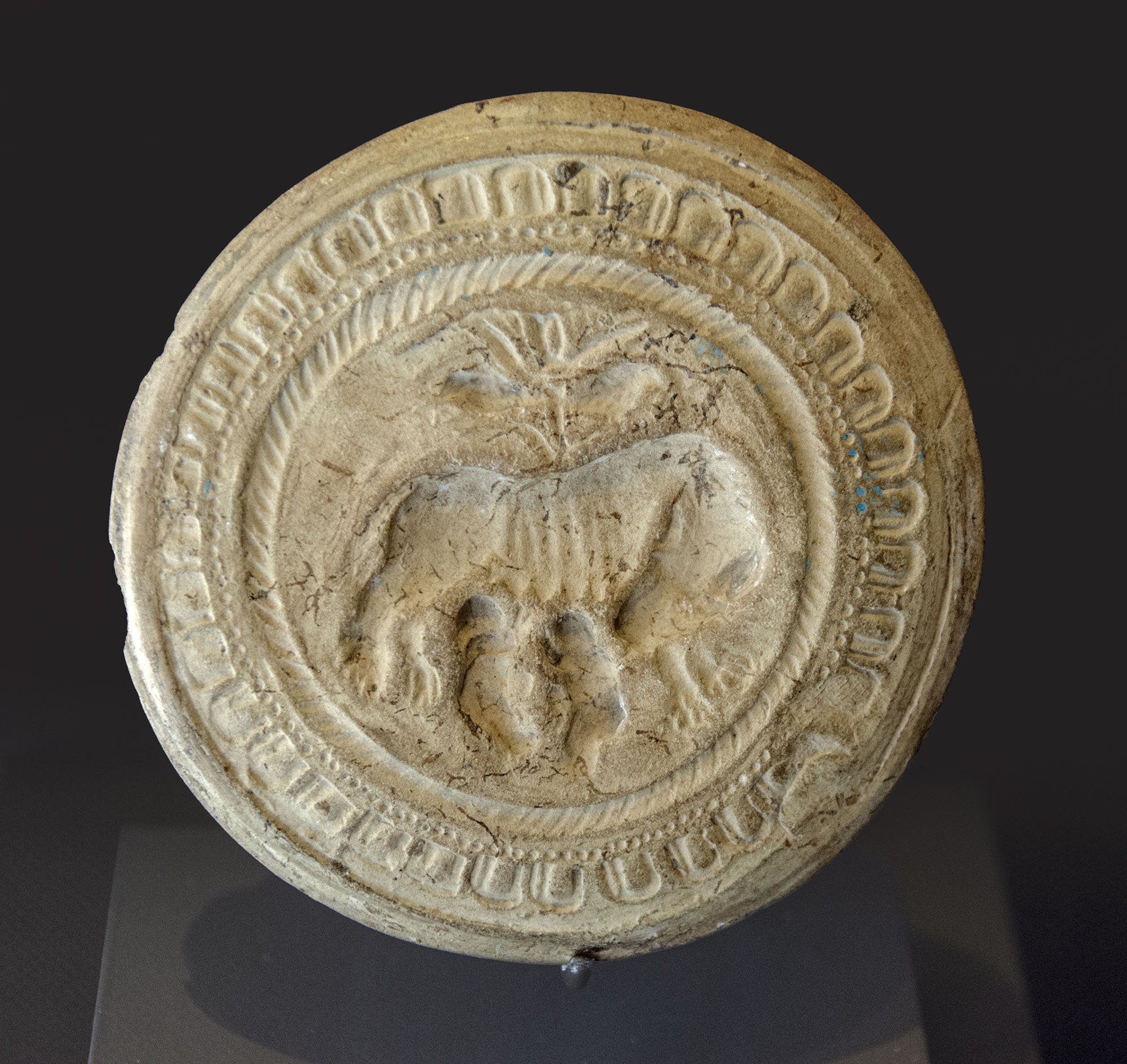
Selo de pão representando Rômulo e Remo amamentando a loba (século I)

Um Signáculo (signaculum) é um termo latino para um selo ou sinal produzido por um carimbo ou anel de sinete, usado em estudos modernos em referência particular às inscrições romanas em tubos de chumbo, carimbos de tijolos, carimbos de pão, e a "etiqueta de cachorro" de chumbo dos soldados romanos.

## "Etiqueta de cachorro" militar
O Signáculo do soldado romano era carregado em uma bolsa de couro pendurada no pescoço. Acredita-se que a etiqueta continha informações pessoais com o propósito de identificar os mortos, da mesma forma que uma etiqueta de cachorro americana moderna, com um selo ou carimbo para autenticá-la.

Embora as origens de quando ou por que o exército romano decidiu usar o Signáculo para seus soldados não sejam claras, há, independentemente disso, referências ao seu uso em alguns documentos históricos, que indicam sua composição (chumbo), bem como que ele é dado depois que é determinado que um homem está apto a servir a legião. Em um documento de 295, Maximiliano de Tebessa, um dos primeiros mártires cristãos, está sendo recrutado como oficial do exército romano contra sua vontade:
Quando estava sendo preparado, Maximiliano respondeu: 'Não posso servir como soldado. 'Não posso fazer o mal. Eu sou cristão.' Dio, o procônsul, respondeu: 'Que ele seja medido.' Quando ele foi medido, sua altura foi lida por um escudeiro: 'Ele tem cinco pés e dez polegadas.' Dio disse ao camareiro, 'Dê-lhe o signáculo.' Maximiliano resistiu e respondeu: 'Não faço isso.' Não posso servir como soldado. Sou cristão. Não aceito o sinal do mundo secular, e se você me der o sinal, eu o quebrarei, porque não tem validade. Não posso carregar um pedaço de chumbo ao redor do meu pescoço depois do sinal do meu Senhor. Dio disse: 'Remova seu nome.'
Há algumas evidências de que, na época do antigo exército romano, tornou-se prática comum dar aos soldados considerados aptos para o serviço na legião uma Marca do Soldado indelével, possivelmente para desencorajar a deserção, tornando quaisquer soldados antigos ou desertores claramente visíveis.

Em De Re Militari (390 d.C.), um dos escritores militares romanos, Vegécio Renato, afirma que, após o processo de seleção inicial, o recruta é submetido a um período de testes de quatro meses para garantir sua capacidade física.
Muitos, embora promissores em aparência, são considerados inadequados ao serem testados. Estes devem ser rejeitados e substituídos por homens melhores; pois não são os números, mas a bravura que decide o dia. Após o exame, os recrutas devem então receber a marca militar e ser ensinados a usar suas armas por meio de exercícios constantes e diários.

## Coleiras de escravos
Um anel de pescoço com uma etiqueta tinha um propósito semelhante na identificação de um escravo fugitivo. O anel foi rebitado de modo que não poderia ser removido facilmente. A etiqueta continha informações como o nome do proprietário, status, ocupação e o "endereço" para o qual o escravo deveria ser devolvido. 

## Materiais

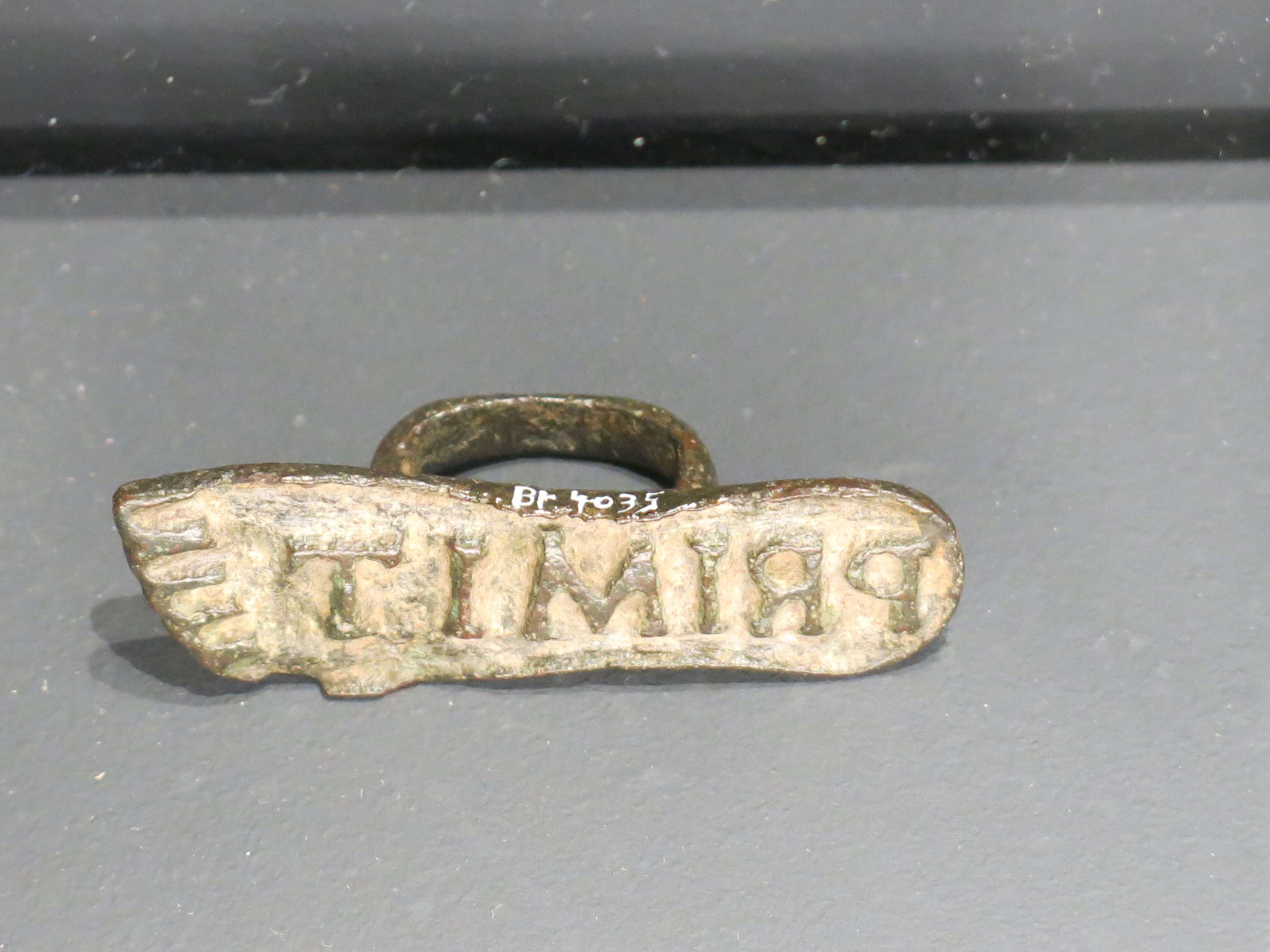
Selo de sinalização em forma de pé com a palavra PRIMIT

Itens feitos de terracota, chumbo e outros materiais impressionáveis geralmente eram carimbados com uma marca do fabricante durante a fabricação.

### Selos
É possível que os Signáculos transportados pelos trabalhadores domésticos fossem usados como selos para registrar o uso de ferramentas e as dívidas de uns para com os outros. 